# Zálší (Sepekov)
Zálší je malá vesnice, část městyse Sepekov v okrese Písek v Jihočeském kraji. Nachází se asi dva kilometry jižně od Sepekova. Je zde evidováno 21 adres. V roce 2011 zde trvale žilo devatenáct obyvatel.
Zálší leží v katastrálním území Zálší u Sepekova o rozloze 2,65 km².

## Historie
První písemná zmínka o vesnici pochází z roku 1291.

## Obyvatelstvo
| Rok            | 1869 | 1880 | 1890 | 1900 | 1910 | 1921 | 1930 | 1950 | 1961 | 1970 | 1980 | 1991 | 2001 | 2011 | 2021 |
| -------------- | ---- | ---- | ---- | ---- | ---- | ---- | ---- | ---- | ---- | ---- | ---- | ---- | ---- | ---- | ---- |
| Počet obyvatel | 154  | 163  | 141  | 138  | 148  | 129  | 131  | 89   | 87   | 57   | 42   | 83   | 18   | 19   | 14   |
| Počet domů     | 23   | 23   | 23   | 23   | 23   | 23   | 23   | 24   | 20   | 18   | 15   | 37   | 22   | 23   | 23   |

## Obecní správa
Při sčítání lidu v letech 1850–1959 Zálší bylo samostatnou obcí v okrese Milevsko. Od roku 1960 je částí městyse Sepekov v okrese Písek.

## Pamětihodnosti
- Kaple ve vesnici je z roku 1897 a je zasvěcená Panně Marii.[10] Nad vchodem do kaple je tento nápis: Oroduj za nás Svatá Boží Rodičko chraň nás od všeho zlého. Nad tímto nápisem je pod zvonicí uvedená datace 1897.
- Na návesní kapli je umístěná deska se jmény padlých spoluobčanů v první světové válce.
- U komunikace vedoucí do vesnice se nachází nižší kamenný kříž v ohrádce.
- U stejné komunikace se těsně před vesnicí nalézá další kamenný kříž reliéfně zdobený motivem kalicha.

## Galerie

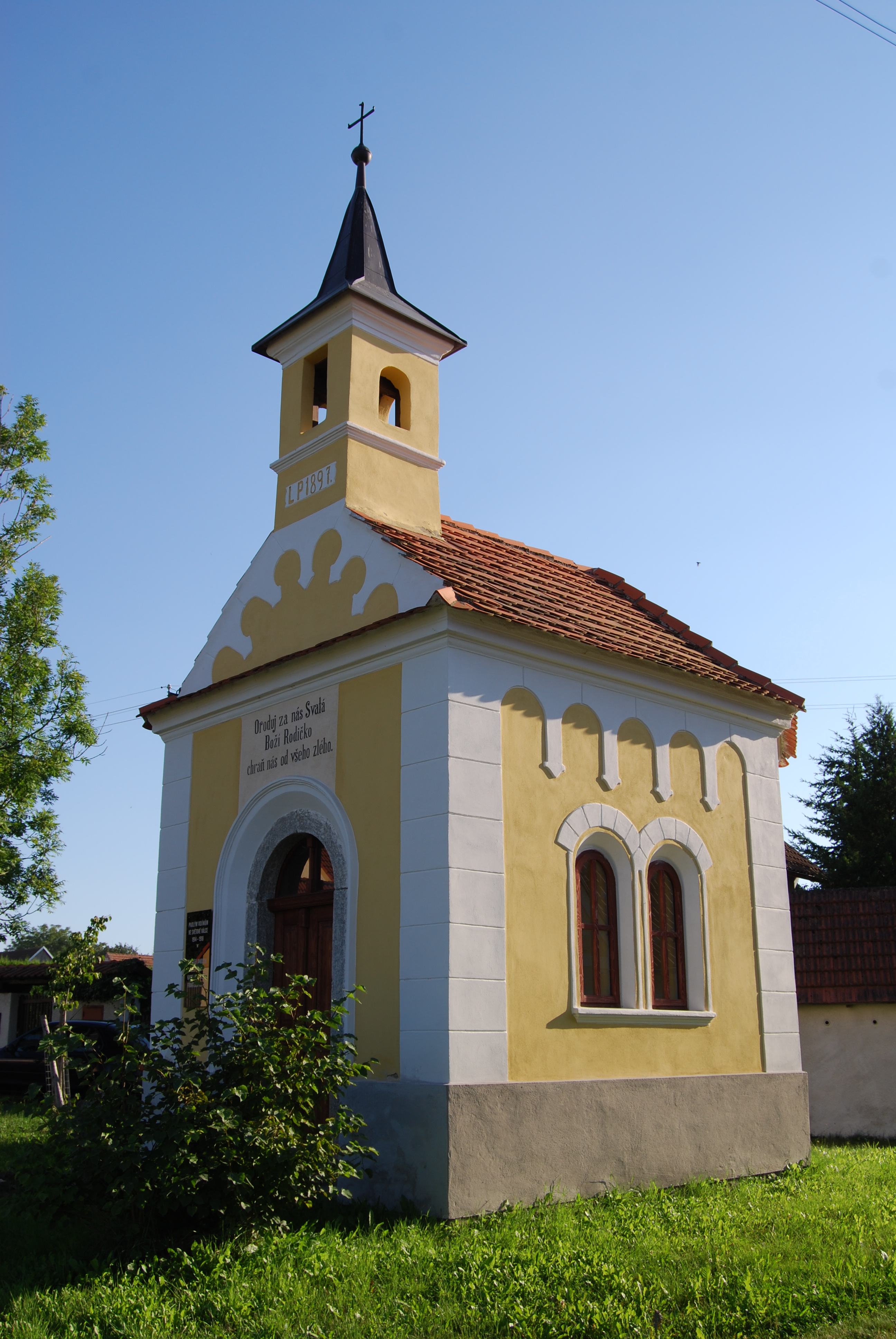
Návesní kaple
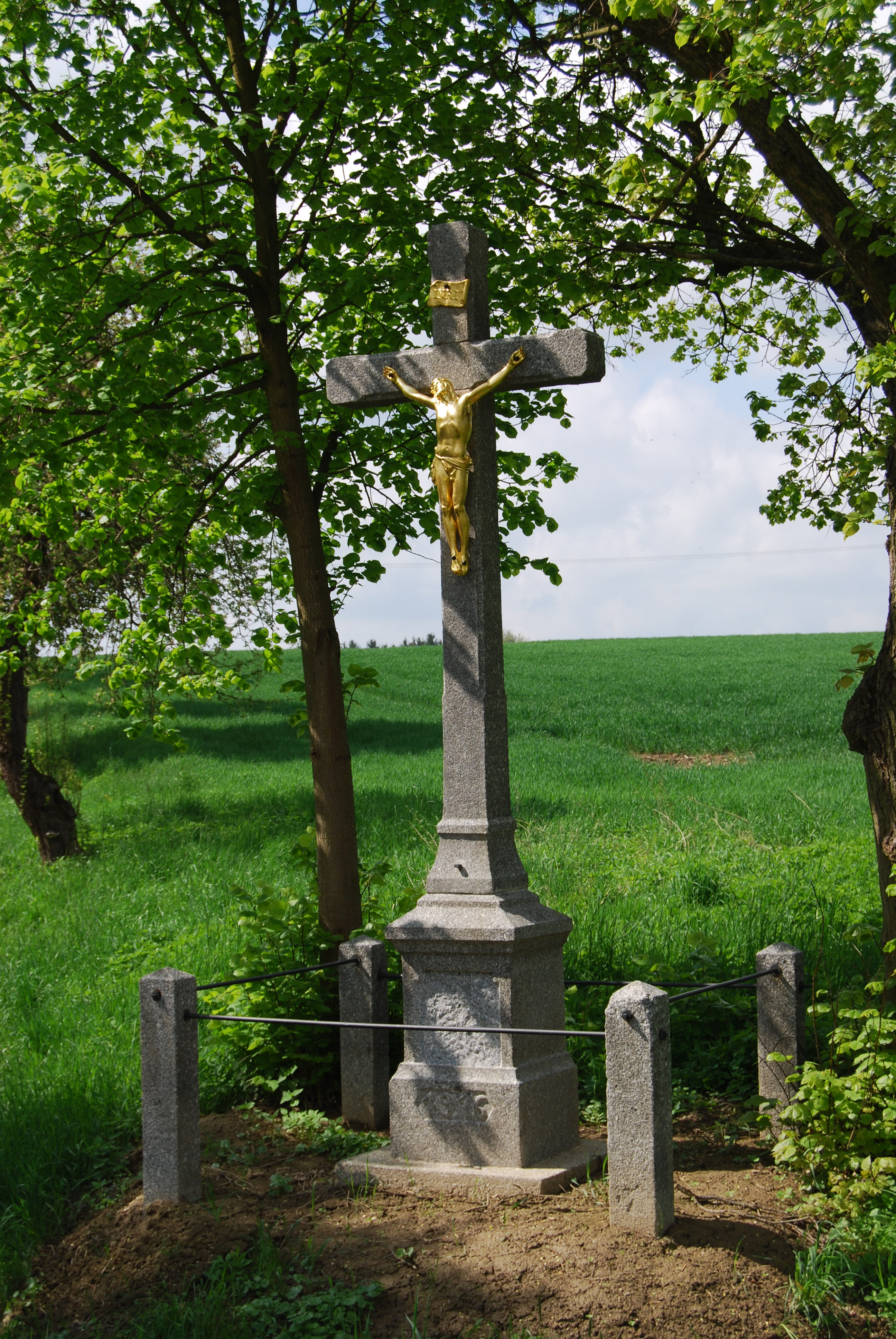
Kříž u odbočky před vesnicí
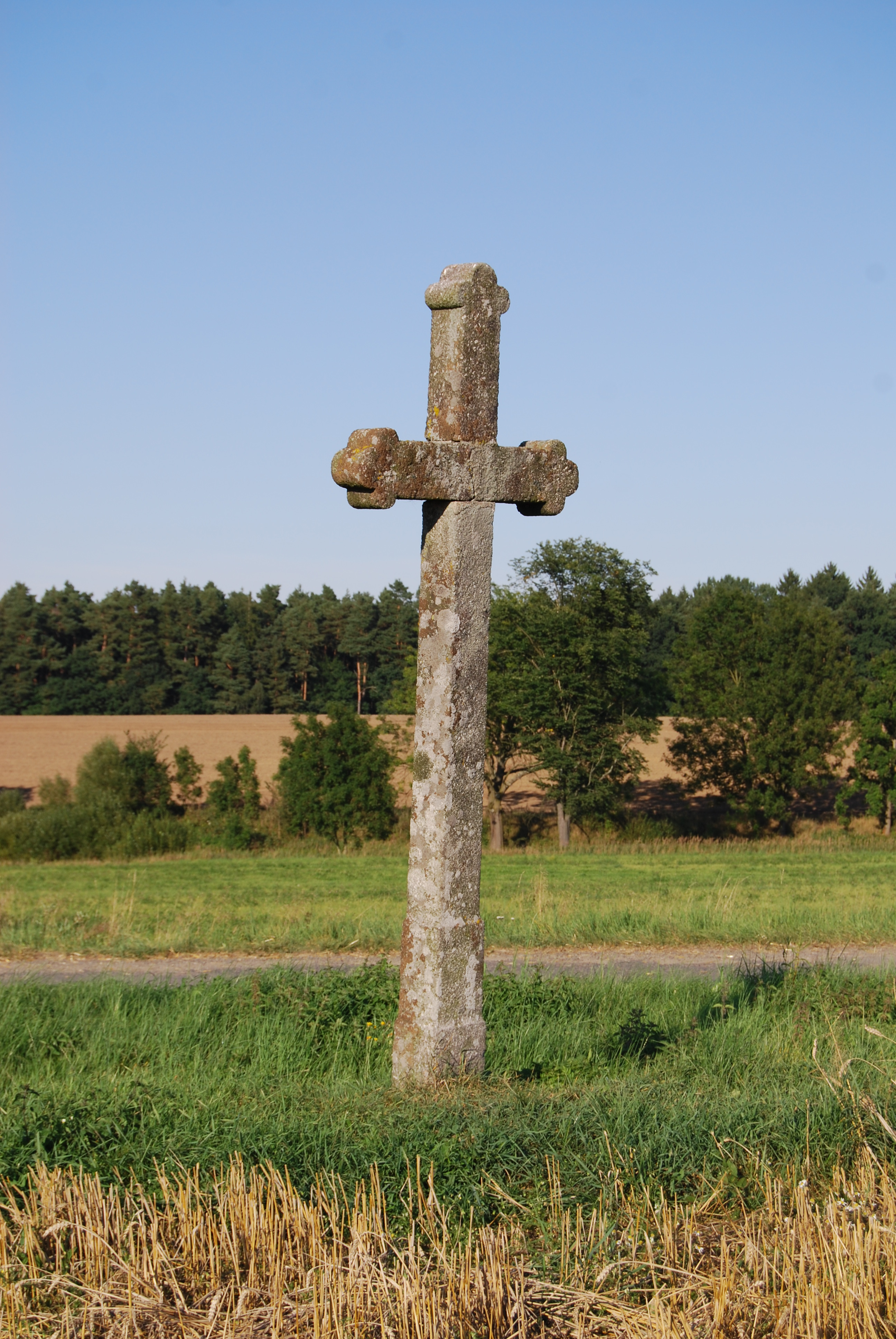
Kříž před vesnicí
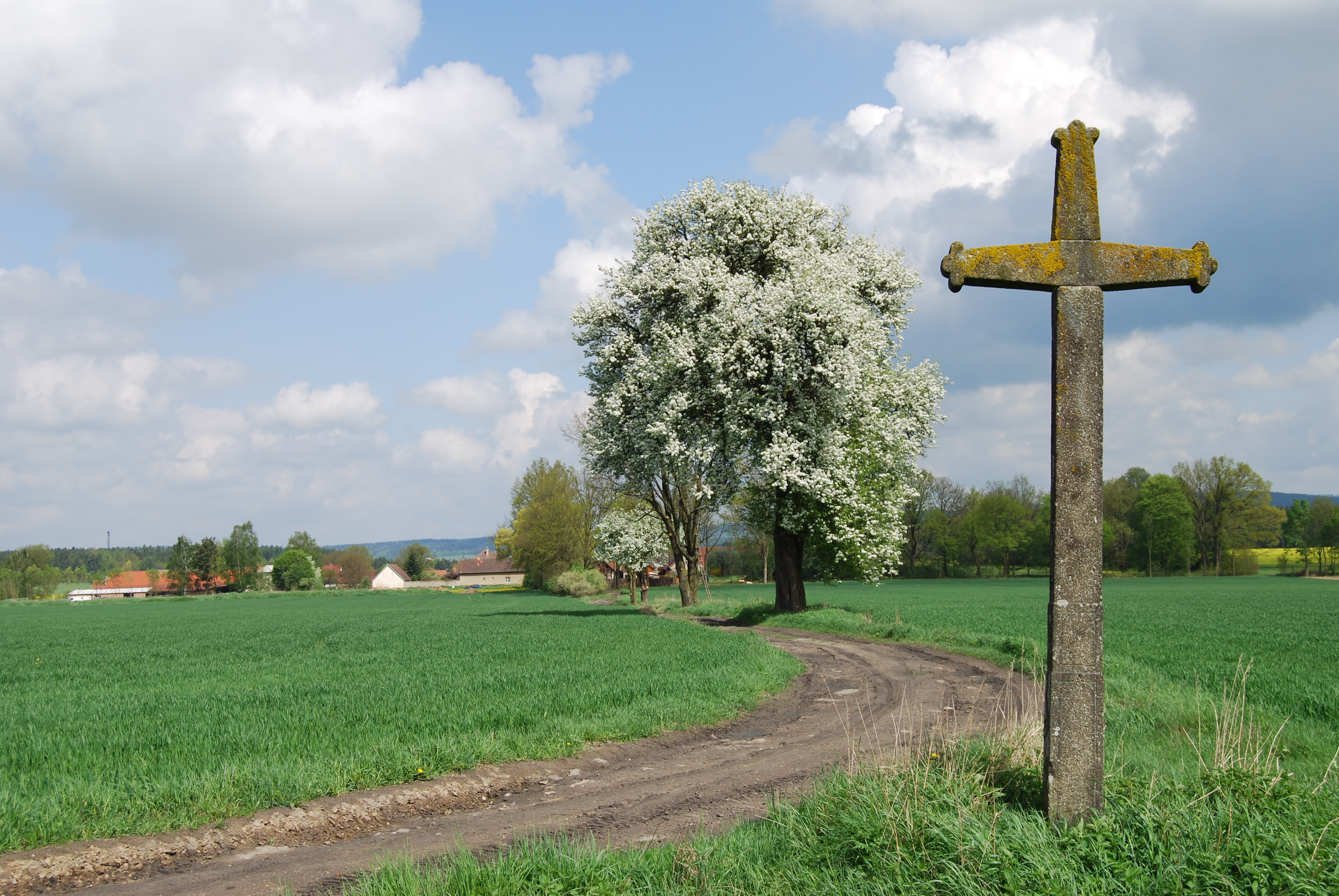
Památný strom a kříž poblíž vsi
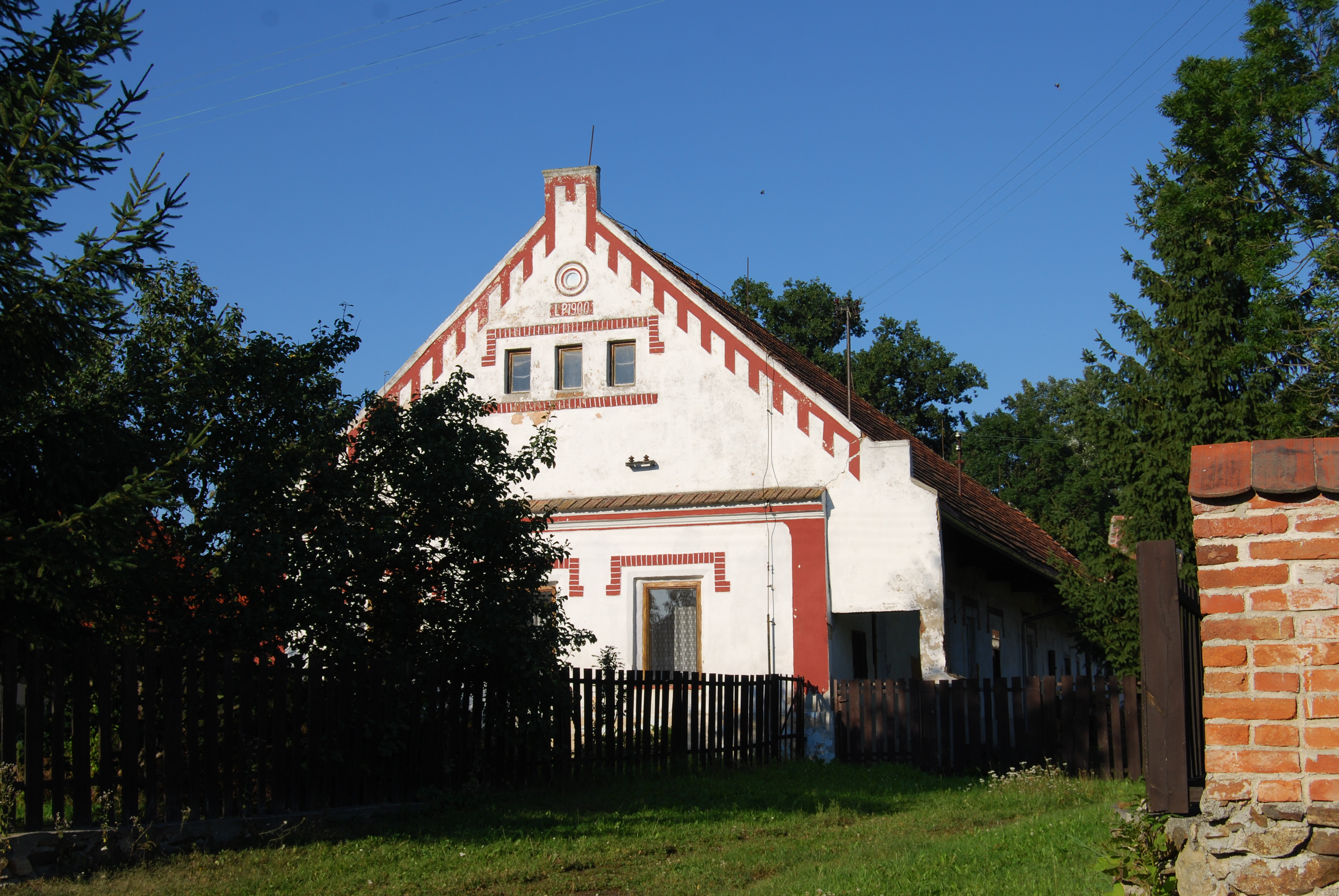
Stavení ve vsi